# Sozialadäquanz
Die Sozialadäquanz (auch soziale Adäquanz) ist ein Prinzip, das im deutschen Strafrecht eine Rolle spielt. Erfüllt ein Verhalten zwar äußerlich alle Merkmale eines gesetzlichen Straftatbestandes, bewegt sich aber innerhalb der üblichen, geschichtlich entwickelten Ordnung, liegt nach herrschender Meinung kein tatbestandsmäßiges Unrecht vor.
Der dogmatische Standort, der überwiegend in die Kategorie der Objektiven Zurechnung eingeordnet wird, ist umstritten. Zu unterscheiden ist die Konstruktion aber von der Kategorie des erlaubten Risikos, das nach überwiegender Meinung den Tatbestand ebenfalls ausschließt.

## Hintergrund und Einzelheiten
Ursprünglich entwickelte Hans Welzel die Sozialadäquanz als Rechtfertigungsgrund für komplizierte Fälle, bei denen ein Täter durch ein bestimmtes Verhalten zwar den Tatbestand eines Strafgesetzes erfüllte, sich aber im Rahmen der geschichtlich entwickelten Sozialordnung bewegte. Zu derartigen Fallkonstellationen kam es etwa bei Gefährdungshandlungen im Bereich des Verkehrs oder gefährlicher technischer Anlagen. Welzel änderte später seinen Ansatz und ging – wie die heute überwiegende Meinung – davon aus, dass die Sozialadäquanz das Verhalten nicht mehr rechtfertigt, sondern den Ausgangspunkt bildet, um bestimmte Straftatbestände einschränkend auszulegen. Während zum Teil eine teleologische Einschränkung des Straftatbestands vorgenommen wurde, wird die Einschränkung nach einem jüngeren Ansatz nicht mehr mit dem Sinn und Zweck der Norm, sondern des Strafrechts begründet.

## Beispiele
- Es kann etwa bei Unterlassungsdelikten geprüft werden, ob ein bestimmtes Vorverhalten unter dem Gesichtspunkt der Sozialadäquanz eine Garantenstellung überhaupt begründet.

Abgewandelte Bundesflagge mit Staatswappen – Ordnungswidrige Variante nach OWiG, deren sozialadäquate Verwendung jedoch geduldet wird.

- Oder es wird bei der nach § 124 OWiG unbefugten Verwendung der Bundesdienstflagge oder einer dieser zum Verwechseln ähnlich sehenden Flagge, wie z. B. der deutschen Bundesflagge mit dem Bundeswappen Deutschlands von der in der Regel nach sich ziehenden Ahndung einer Ordnungswidrigkeit abgesehen, wenn die Nutzung z. B. im Rahmen eines internationalen Großereignisses, wie einer Fußball-Weltmeisterschaft, als Zeichen der nationalen Fangemeinde geduldet wird. Da diese Verwendung als „sozialadäquat“ und somit nicht als rechtswidrig gilt, wird sie nicht als Ordnungswidrigkeit geahndet.[4]
- Ein weiteres Beispiel ist das  Entblößen oder die Nacktheit in der Öffentlichkeit. Dies könnte im Rahmen der Erregung öffentlichen Ärgernisses als Straftatbestand angesehen werden. Nach § 118 liegt hier eine Belästigung der Allgemeinheit vor. Davon abweichend ist es jedoch in bestimmten Bereichen (z. B. Sauna oder FKK-Strand) sozialadäquat nicht nur erlaubt, sondern ausdrücklich erwünscht.[5][6]

## Aktuelle Fragen
In jüngster Zeit wurden Fragen der Sozialadäquanz auch im Zusammenhang mit der Beschneidung aufgeworfen und kontrovers diskutiert. Das Landgericht Köln entschied in einem Berufungsverfahren, dass der Gesichtspunkt der Sozialadäquanz auch bei einer ordnungsgemäß durchgeführten Beschneidung eines Jungen den Straftatbestand des § 223 StGB nicht ausschließen würde. Die Einwilligung der Eltern rechtfertige den Eingriff auch nicht aus § 1627 S. 1 BGB. Bei dieser Abwägung spielten Grundrechte wie Religionsfreiheit und das Erziehungsrecht der Eltern auf der einen, die körperliche Unversehrtheit des Kindes auf der anderen Seite eine Rolle. Da eine Rechtfertigung somit nicht in Frage kam, blieb der Arzt nur straffrei, weil ihm der Entschuldigungsgrund des unvermeidbaren Verbotsirrtums aus § 17 StGB zugutekam, ging er doch von der Rechtmäßigkeit seines Eingriffs aus.